# Llei de Defensa de Consumidors i Usuaris d'Espanya
La Llei de Defensa de Consumidors i Usuaris és una llei espanyola, publicada el 16 de novembre de 2007, deixant desfasada la seva antecessora, la Llei de Defensa dels Consumidors (19/7/1984).
Conté el reglament de condicions generals que s'incloguin en contractes amb consumidors (són persones físiques o jurídiques que adquireixen, utilitzen o gaudeixen de béns i serveis com destinataris finals). Té règim igual que les Condicions Generals de la Contractació. Té com novetat que regula les clàusules abusives, estableix unes normes generals del que s'ha d'entendre per cor clàusula abusiva, i enuncia una llista de clàusules concretes que són abusives.
Les 38 clàusules indicades en la llista es poden agrupar en 6 grups:
1. Aquelles que vinculen el contracte a la sola voluntat de l'empresari o professional (clàusules que deixen la interpretació a la voluntat de l'empresari, quan al contracte posi data de lliurament merament orientatives, quan la clàusula permeti a l'empresari incomplir els compromisos assumits pels seus representants).
2. Aquelles que priven els consumidors dels drets bàsics dels consumidors. (clàusula que limiti la responsabilitat de l'empresari cap al consumidor).
3. Aquelles que impliquin la falta de reciprocitat en les prestacions (jo pago el producte però l'empresari no presta el servei).
4. Aquella que imposen al consumidor garanties excessives en proporció del risc de l'empresari.
5. Aquelles clàusules que afecten la perfecció i execució del contracte.
6. Aquelles que afecta a la competència dels tribunals i a la Llei aplicable.